# 社会的認知
社会的認知（しゃかいてきにんち Social cognition）は人が社会からの情報を認知する過程を言う。
社会的認知はスキーマに基づいている。スキーマとは過去の経験や外界についての構造化された知識である。ある物事についてのスキーマが形成されるとその物事の認知にスキーマからの影響が認められるようになる。
社会に関するスキーマは社会的スキーマと呼ばれ、テイラーとクロッカーによって人格特性などについて規定する人スキーマ、自己の特性について規定する自己スキーマ、年齢や人種、職業などに基づく役割を規定する役割スキーマ、ある事態に対する人間の行動を規定する事象スキーマの四つに分類された。これら社会的スキーマは人間が社会的な状況を認知する際に無意識的に作用し、認知の際の分析にとってより容易な心的近道となる。ただし社会的認知は社会スキーマによって判断されるわけではなく、必要に応じて修正することは可能である。
社会的認知についての研究は認知心理学が大きく貢献している。社会的認知はこの認知心理学の方法論や理論的な枠組みを取り入れて社会心理学で研究されるようになった。